# 半月泉三眼井
半月泉三眼井，位于中国云南省丽江市古城区大研街道光义社区光碧巷，建于元。
2023年8月22日，半月泉三眼井公布为第四批古城区文物保护单位。